# Nirasaki
Nirasaki (韮崎市 Nirasaki-shi?) es una ciudad en la prefectura de Yamanashi, Japón. A 1  de junio de  2019, la ciudad tenía una población estimada de 29.483 en 12662 hogares, y una densidad de población de 210 personas por km². El área total es de 132,69 kilómetros cuadrados (51,2 mi²).

## Demografía
Según los datos del censo japonés, la población de Nirasaki ha aumentado en los últimos 30 años. 

## Clima
La ciudad tiene un clima caracterizado por veranos cálidos y húmedos e inviernos relativamente suaves (clasificación climática de Köppen Cfa). La temperatura media anual en Nirasaki es de 13/0  ° C. La precipitación media anual es de 1278 mm con septiembre como el mes más lluvioso.

## Ciudades hermanadas
- Fairfield, California, Estados Unidos[7]
- Jiamusi, Heilongjiang, China[8]